# 月刊ZIPPER
『月刊ZIPPER』は吐夢書房が発行、オハヨー出版が発売していた日本の成年向けの雑誌。考友社出版の1980年創刊『劇画ジッパー』とは無関係。

## 概要
1981年創刊（昭和56年4月号）。副題は「男のバイブル 月刊ジッパー」。成年向けのグラビアを中心とし成年漫画も掲載していた。
同人誌時代のみやすのんきや森山塔などの作品を掲載したり読者投稿の写真やイラストを掲載していた。
6号（昭和56年9月号）には「全国ポルノ秘宝館めぐり」という記事が掲載され、90年代に都築響一らが秘宝館再評価を行うよりも先駆けていた。6号以降の発行は確認されていないが、武智鉄二監督の映画『白日夢』公開に合わせて臨時増刊『愛染恭子写真集』（1981年10月5日発行）が出ている。